# Conus tenorioi
Espèce
Conus tenorioi est une espèce de mollusques gastéropodes marins de la famille des Conidae.
Comme toutes les espèces du genre Conus, ces escargots sont prédateurs et venimeux. Ils sont capables de « piquer » les humains et doivent donc être manipulés avec précaution, voire pas du tout.

## Distribution
Cette espèce marine d'escargot conique est présente au large de la Mer Rouge.

## Taxonomie

### Publication originale
L'espèce Conus tenorioi a été décrite pour la première fois en 2016 par les malacologistes Éric Monnier (d), António Monteiro et Loíc Limpalaër dans « Xenophora Taxonomy »,.

### Synonymes
- Conus (Phasmoconus) tenorioi (Monnier, Monteiro & Limpalaër, 2016) · appellation alternative
- Phasmoconus (Phasmoconus) tenorioi Monnier, Monteiro & Limpalaër, 2016 · non accepté